# Selena Gomez and the Scene: Live in Concert

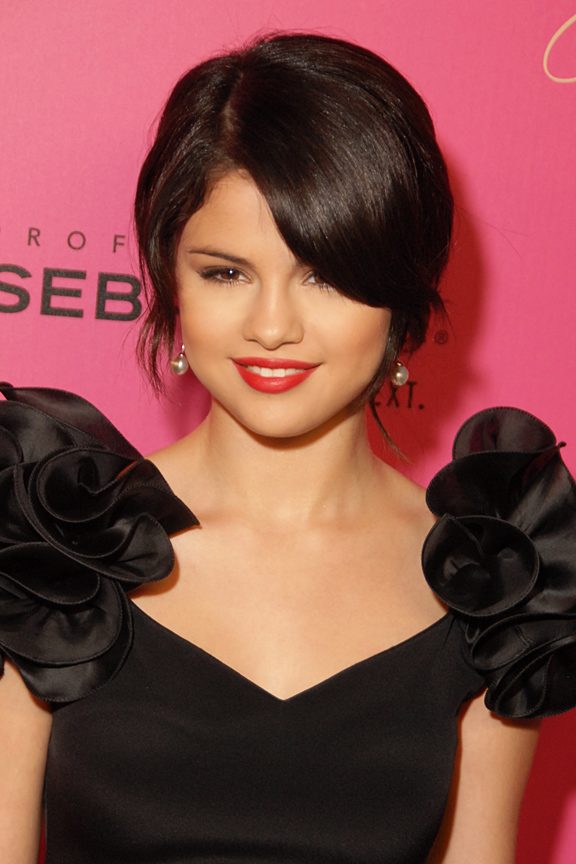
Selena Gomez à la 6e édition des Hollywood Style Awards

Selena Gomez and the Scene : Live in Concert est la toute première tournée du groupe américain Selena Gomez and the Scene qui s'est déroulée entre 2009 et 2010 sur tout le continent américain. Pour ce spectacle, le groupe a interprété tous les morceaux de leur premier opus Kiss and Tell.

## Liste des chansons
Étape 1 :
1. "Kiss and Tell"
2. "Stop and Erase"
3. "Crush"
4. "Naturally"
5. "I Won't Apologize"
6. "More"
7. "The Way I Loved You"
8. "I Want It That Way"
9. "I Don't Miss You at All"
10. "Tell Me Something I Don't Know"
11. "Falling Down"
12. "Hot n Cold"

Encore :
1. "I Promise You"
2. "Magic"

Source.

Étape 2 :
1. "Round & Round"
2. "Crush"
3. "Kiss and Tell"
4. "More"
5. "You Belong with Me"
6. "I Won't Apologize"
7. "The Way I Loved You"
8. "A Year Without Rain"
9. "I Don't Miss You At All"
10. "Hot n Cold"
11. "Falling Down"
12. "Love Is a Battlefield"
13. "In My Head"
14. "Tell Me Something I Don't Know"

Encore :
1. "Naturally"
2. "Magic"

## Date de la tournée
| Amérique du Nord  |                      |            |                                   |
| 15 novembre 2009  | San Diego            | États-Unis | House of Blues                    |
| 21 novembre 2009  | Anaheim              | États-Unis | House of Blues                    |
| 28 novembre 2009  | Dallas               | États-Unis | House of Blues                    |
| 19 décembre 2009  | Tempe                | États-Unis | Marquee Theatre                   |
| 20 décembre 2009  | San Francisco        | États-Unis | Palace of Fine Arts Theatre       |
| 7 février 2010    | San Antonio          | États-Unis | AT&T Center                       |
| 11 février 2010   | New York             | États-Unis | Blender Theatre at Gramercy       |
| 14 février 2010   | Upper Darby Township | États-Unis | Tower Theater                     |
| 20 février 2010   | Uniondale            | États-Unis | Nassau Veterans Memorial Coliseum |
| 21 mars 2010      | Houston              | États-Unis | Reliant Stadium                   |
| Europe,           |                      |            |                                   |
| 5 avril 2010      | Londres              | Angleterre | O2 Shepherds Bush Empire          |
| Amérique du Nord  |                      |            |                                   |
| 14 août 2010      | Bethlehem            | États-Unis | Sands Riverplace                  |
| 15 août 2010      | Indianapolis         | États-Unis | Hoosier Lottery Grandstand        |
| 21 août 2010      | Springfield          | États-Unis | State Fairgrounds Grandstand      |
| 22 août 2010      | Eureka               | États-Unis | Old Glory Amphitheatre            |
| 11 septembre 2010 | York                 | États-Unis | Toyota Grandstand                 |
| 18 septembre 2010 | Pomona               | États-Unis | Fairplex Park                     |
| 19 septembre 2010 | Hutchinson           | États-Unis | Sprint Grandstand                 |
| 10 octobre 2010   | Fresno               | États-Unis | Paul Paul Theater                 |